# Силин, Виктор Павлович
Ви́ктор Па́влович Си́лин (26 мая 1926, Москва — 12 января 2019, там же) — советский и российский физик-теоретик, член-корреспондент РАН (1991). Труды по электронной теории металлов, коллективным процессам в плазме, свойствам магнитоупорядоченных металлов. Государственная премия СССР (1970, 1987).

## Биография
Родился 26 мая 1926 года в Москве. В 1949 году окончил Московский государственный университет. После окончания поступил на работу в Физический институт имени П. Н. Лебедева на должность младшего научного сотрудника. Всю жизнь проработал в том же институте, пройдя путь до должности заведующего Отделением физики твёрдого тела, которую занимал в 1989—1995 годах.
В 1991 году избран членом-корреспондентом РАН.
Скончался 12 января 2019 года. Похоронен на Троекуровском кладбище.

## Научная деятельность

### Ранние работы
В течение первых десяти лет работы в ФИАН занимался вопросами квантовой теории поля и физики элементарных частиц. Развил метод Тамма — Данкова, углубив понимание природы ядерного взаимодействия. В это же время начал проявлять интерес к задачам динамики многих частиц, получив ряд фундаментальных результатов в области теории ферми-жидкости в металлах.

### Работы в области физики конденсированных сред
В дальнейшем в основном работал по направлениям, связанным с физикой конденсированных сред и физикой плазмы. Наиболее значимыми достижениями в области теории твёрдого тела стали предсказание спиновых волн в нормальных металлах, теория поглощения звука в нормальных металлах и проводящих магнетиках, предсказание квантовых спиновых волн, получение выражений для интегралов столкновений для полупроводников в квантованных магнитных полях, разработка нового феноменологических подхода к описанию магнитных свойств ферро- и антиферромагнетиков, единое описание магнитных и упругих свойств инварных сплавов, предсказание поверхностных квантовых волн, работы по нелокальной электродинамике джозефсоновских переходов, предсказание новых джозефсоновских структур и квантование скоростей джозефсоновских вихрей.

### Работы в области физики плазмы
В области физики плазмы В. П. Силиным выполнены основополагающие работы по кинетической теории плазмы, а также по вопросам устойчивости плазмы. В частности, им получены выражения для интегралов столкновений в высокочастотных электромагнитных полях, а также полях высокой напряжённости. Эти интегралы позволили получить ряд важных результатов в теории поглощения высокочастотных электромагнитных волн в плазме, а также в теории переноса в сильных магнитных полях и в теории генерации высоких гармоник. Им были выполнены работы по теории дрейфовых волн, сыгравшие важную роль в физике неоднородной магнитоактивной плазмы. Хорошо известны также его работы, посвящённые релятивистской плазме, флуктуациям в плазме, процессам переноса, связанным с ионным звуком, кинетической теории дрейфово-диссипативных неустойчивостей и взаимодействию плазменных волн.
В 1965 году В. П. Силиным была опубликована статья, посвящённая параметрическому резонансу в плазме. Эта работа стала одной из самых известных и заложила основы целого направления в физике плазмы. Вслед за ней было выполнено большое количество исследований, посвящённых нелинейным эффектам в плазме. На основе этих работ, в частности, были построены теории параметрической неустойчивости и параметрической турбулентности плазмы, являвшихся важными для проблем взаимодействия сверхсильного лазерного излучения с плазмой.
Значительный вклад В. П. Силин и его ученики внесли в развитие теории ионно-звуковой турбулентности, позволившей дать описание явлениям аномальных электро- и теплопроводности плазмы, турбулентного нагрева и спектра ионно-звуковой турбулентности.
Ещё одним направлением работ В. П. Силина были исследования нелинейных режимов взаимодействия электромагнитного излучения с плазмой. Им были построены теория проникновения сильного электромагнитного поля в плазму, теория самосогласованных нелинейных плазменных волноводов, нестационарная теория динамического воздействия мощного излучения на движущуюся плазму.

## Преподавательская деятельность
Являлся профессором МИФИ, читал курсы по гидрогазодинамике и физической кинетике. Создал крупную научную школу и подготовил более 30 кандидатов наук, десять из которых получили также звание докторов наук. Руководил семинаром по физике плазмы и твёрдого тела.

## Общественная деятельность
- Заместитель главного редактора журнала «Краткие сообщения по физике»
- Член редколлегии журнала «Физика металлов и металловедение»
- Член научного совета по проблеме «Физика плазмы»
- Организатор серии Всесоюзных конференций по взаимодействию электромагнитных волн с плазмой
- Член оргкомитетов ряда крупных международных конференций

## Награды
- Государственная премия СССР 1970 года за работы по теории ферми-жидкости.
- Государственная премия СССР 1987 года за работы по нелинейной теории плазмы.
- Дважды награждён орденом Трудового Красного Знамени.
- Заслуженный деятель науки РСФСР.
- Соросовский профессор[2].

## Публикации
Опубликовано более 700 научных работ, в том числе несколько монографических обзоров в журнале «Успехи физических наук», а также четыре монографии:
- В. П. Силин, А. А. Рухадзе. Электромагнитные свойства плазмы и плазмоподобных сред. — М.: Атомиздат, 1961.
- В. П. Силин. Введение в кинетическую теорию газов. — М.: Наука, 1971. — 339 с.
- В. П. Силин. Параметрическое воздействие излучения большой мощности на плазму. — М.: Наука, 1973. — 287 с.